# Volker Huber

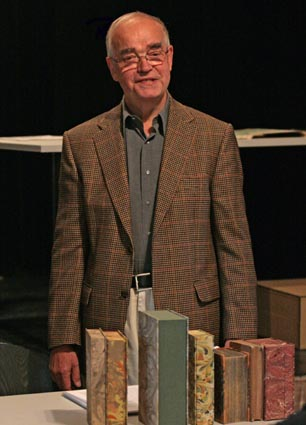
Volker Huber, Galerist, Verleger, Autor und Herausgeber

Volker Huber (* 4. Februar 1941 in Offenbach am Main; † 1. Dezember 2022) war ein deutscher Galerist, Verleger, Autor und Historiker.

## Leben
Volker Huber wurde als Sohn eines Kleinlederfabrikanten aus Offenbach geboren. Nach dem Abitur studierte er zunächst Volkswirtschaft und schloss mit dem Diplom ab. Nach einer kurzen Betätigungszeit bei der Gewerkschaft deutscher Bundesbahnbeamter wandte er sich bald der bildenden Kunst zu.
Parallel dazu faszinierte ihn seit seinem neunten Lebensjahr die Zauberkunst, die er erforschte und über die er regelmäßig publizierte. Seine Sammlung zauberischer Exponate ist weit über die Landesgrenze Deutschlands hinaus anerkannt. 1988 wurde Huber vom Magischen Zirkel von Deutschland mit dem Titel Schriftsteller des Jahres geehrt.

## Firmengeschichte
1969 gründete Volker Huber die Edition und Galerie Huber. Ihr Schwerpunkt lag auf der Edition von Originalgrafiken und Skulpturen.
Als Ergänzung zur Editionstätigkeit betrieb Volker Huber eine Galerie, in der er auf 240 Quadratmetern neben druckgrafischen Editionen und Skulpturen auch Unikate zeigte. Die Galerie war auf zeitgenössische figurative Kunst und klassische Moderne ausgerichtet.

## Herausgeberschaft (Auswahl)
- Hans Holländer: Rudolf Hausner. Offenbach am Main 1985, ISBN 3-921785-41-3.
- Karin Székessy. Offenbach am Main 1997, ISBN 3-921785-70-7.
- Jens Christian Jensen: Paul Wunderlich. Eine Werkmonographie. Offenbach am Main 1980, ISBN 3-921785-15-4.

## Veröffentlichungen (Auswahl)
- Horst Antes. Offenbach am Main 2006, ISBN 3-7757-1766-8.
- Horster. Bibliographie der Zauberbücher von F. W. Conradi-Horster. Offenbach am Main 2007, ISBN 978-3-921785-92-8.

## Auszeichnungen
- 2011: Goldenes Ehrenzeichen für Verdienste um die Republik Österreich.[5][6]